# Baccharis concava
Vautro es el nombre común de la planta nativa de Chile de nombre científico
Baccharis concava, de la familia de las compuestas.

## Descripción
Arbusto redondo de 0,8 a 1 m de altura, resinoso, algo peludo, ramoso, con las ramitas nuevas angulosas. Las hojas son de 1,5 a 2,5 cm de largo y se ubican tupidamente al extremo de las ramas siendo múltiples, alternas, sésiles, ovalado-cuneiformes, con el borde entero o con 3 a 5 dientes a cada lado y la punta redondeada.
Es una planta dioica; que florece de septiembre a noviembre.

## Distribución geográfica
Ubicación: entre las regiones de Coquimbo y Bio-Bio, principalmente en la costa, pero también hacia el interior, incluso en precordillera. Especie frecuente.

## Taxonomía
Baccharis concava fue descrita por Christiaan Hendrik Persoon y publicado en Syn. Pl. (Persoon) 2(2): 425. 1807
Etimología
Baccharis: nombre genérico que proviene del griego Bakkaris dado en honor de Baco, dios del vino, para una planta con una raíz fragante y reciclado por Linnaeus.
concava: epíteto latino que significa "concava".
Sinonimia
- Baccharis macraei var. intermedia Heering
- Molina concava Ruiz & Pav.[4]

## Nombres comunes
Gaultro de Chile o Gualtro de Chile o Guanchu de Chile